# Liste der Einträge im National Register of Historic Places im Clay County (Minnesota)

Lage des Clay County in Minnesota

Die Liste der Einträge im National Register of Historic Places im Clay County in Minnesota führt alle Bauwerke und historischen Stätten im Clay County auf, die in das National Register of Historic Places aufgenommen wurden.

## Legende
| NRHP | Historic Place    |
| HD   | Historic District |

## Aktuelle Einträge
| [ 2 ] | Name                                                         | Bild                                                         | Eintragsdatum        | Lage                                                           | Ort              | Beschreibung |
| ----- | ------------------------------------------------------------ | ------------------------------------------------------------ | -------------------- | -------------------------------------------------------------- | ---------------- | --- |
| 1     | Barnesville City Hall and Jail                               | Barnesville City Hall and Jail                               | 1980 ID-Nr. 80002009 | Front Street Ecke Main Street 46° 39′ 11,5″ N, 96° 25′ 13,6″ W | Barnesville      | 1899 errichtetes Rathaus und Gefängnis von 1910                                                                                                  |
| 2     | John Bergquist House                                         | John Bergquist House                                         | 1980 ID-Nr. 80002014 | 719 10th Avenue, North 46° 53′ 9,1″ N, 96° 46′ 7,6″ W          | Moorhead         | 1870 errichtetes Blockhaus |
| 3     | Bernard Bernhardson House                                    | Bernard Bernhardson House                                    | 1980 ID-Nr. 80002011 | County Road 59 46° 41′ 34,8″ N, 96° 47′ 7″ W                   | Comstock         | 1870 errichtetes Blockhaus |
| 4     | Buffalo River State Park WPA/Rustic Style Historic Resources | Buffalo River State Park WPA/Rustic Style Historic Resources | 1989 ID-Nr. 89001671 | Abseits des US 10 46° 51′ 53,4″ N, 96° 28′ 3,8″ W              | Glyndon          | Sechs in den 1930er Jahren von der Works Progress Administration im Rahmen einer Arbeitsbeschaffungsmaßnahme errichtete State Park-Einrichtungen |
| 5     | Burnham Building                                             | Burnham Building                                             | 1980 ID-Nr. 80002013 | 420 Main Avenue 46° 52′ 26,3″ N, 96° 46′ 22,5″ W               | Moorhead         | 1879 errichtetes Wohnhaus mit falscher Fassade                                                                                                   |
| 6     | Comstock Public School                                       | Comstock Public School                                       | 1980 ID-Nr. 80002012 | Main Street 46° 39′ 38″ N, 96° 45′ 3,1″ W                      | Comstock         | 1909 aus Backsteinen errichtetes Schulgebäude |
| 7     | Solomon Gilman Comstock House                                | Solomon Gilman Comstock House                                | 1974 ID-Nr. 74001011 | 5th Avenue Ecke 8th Street, South 46° 52′ 8,5″ N, 96° 46′ 3″ W | Moorhead         | 1883 im viktorianischen Stil errichtetes Wohnhaus des Politikers Solomon Comstock; heute ein Museum der Minnesota Historical Society             |
| 8     | Fairmont Creamery Company                                    | Fairmont Creamery Company                                    | 1983 ID-Nr. 83000901 | 801 2nd Avenue, North 46° 52′ 34,9″ N, 96° 46′ 2,5″ W          | Moorhead         | 1923 errichtetes Industriegebäude |
| 9     | Federal Courthouse and Post Office                           | Federal Courthouse and Post Office                           | 1980 ID-Nr. 80002015 | 521 Main Avenue 46° 52′ 25″ N, 96° 46′ 16,5″ W                 | Moorhead         | 1915 errichtetes Backsteingebäude, das heute das Rourke Art Museum beherbergt                                                                    |
| 10    | Lew A. Huntoon House                                         | Lew A. Huntoon House                                         | 1980 ID-Nr. 80002016 | 709 8th Street, South 46° 52′ 0,9″ N, 96° 46′ 6,3″ W           | Moorhead         | 1910 im Stil eines englischen Landhauses errichtetes Wohnhaus                                                                                    |
| 11    | Wulf C. Krabbenhoft Farmstead                                |                                                              | 1980 ID-Nr. 80002021 | County Road 69 46° 47′ 25,8″ N, 96° 37′ 34″ W                  | Sabin            | Farm eines deutschen Auswanderers |
| 12    | Main Building, Concordia College                             | Main Building, Concordia College                             | 1980 ID-Nr. 80002017 | South 8th Street 46° 51′ 55,8″ N, 96° 46′ 7,6″ W               | Moorhead         | 1906 errichtetes Hauptgebäude des Concordia College                                                                                              |
| 13    | John Olness House                                            | John Olness House                                            | 1980 ID-Nr. 80002018 | US 75 46° 59′ 31,2″ N, 96° 45′ 9,8″ W                          | Georgetown       | 1902 errichtetes Fachwerkhaus |
| 14    | Park Elementary School                                       | Park Elementary School                                       | 1988 ID-Nr. 88003013 | 121 6th Avenue, South 46° 52′ 4,7″ N, 96° 46′ 36,8″ W          | Moorhead         | Im Jahr 1900 errichtetes Schulgebäude |
| 15    | Patterson-Hernandez House                                    | Patterson-Hernandez House                                    | 1980 ID-Nr. 80002010 | 404 Main Avenue, West 46° 39′ 10,9″ N, 96° 25′ 32,8″ W         | Barnesville      | 1900 im Queen Anne-Stil aus Holz und Feldsteinen errichtetes Gebäude                                                                             |
| 16    | Randolph M. Probstfield House                                |                                                              | 1980 ID-Nr. 80002019 | 4555 Oakport Street, North 46° 55′ 19,7″ N, 96° 45′ 8,5″ W     | Oakport Township | 1869 errichtetes Siedlerhaus; ältestes bekanntes Wohnhaus im Clay County                                                                         |
| 17    | St. John the Divine Episcopal Church                         | St. John the Divine Episcopal Church                         | 1980 ID-Nr. 80002020 | 120 South 8th Street 46° 52′ 22,8″ N, 96° 46′ 2,3″ W           | Moorhead         | 1899 nach einem Entwurf des Architekten Cass Gilbert errichtete Kirche mit achteckigem Turm                                                      |
| 18    | Hannah C. and Peter E. Thompson House                        | Hannah C. and Peter E. Thompson House                        | 1996 ID-Nr. 96000173 | 361 2nd Street, Northeast 46° 39′ 22,8″ N, 96° 25′ 5″ W        | Barnesville      | 1903 errichtetes Gebäude |